# رانكويل
رانكويل (بالألمانية: Rankweil) هي مدينة تقع في أقصى غرب ولاية فورارلبرغ، في مقاطعة فيلدكيرش، النمسا.